# رشيد بوعوزان
رشيد بوعوزان (بالهولندية: Rachid Bouaouzan)‏ (مواليد 20 فبراير 1984 في روتردام - هولندي) لاعب كرة قدم هولندي ذو أصول مغربية يلعب حاليا لصالح نادي الدرجة الممتازة ويجان أتلتيك الإنجليزي منذ 2007 في مركز الجناح . .

## الحياة الشخصية
بعد اعتزاله كرة القدم، تصدر بوعوزان عناوين وسائل الإعلام الهولندية عندما أُلقي القبض عليه بتهمة المخدرات وغسيل الأموال.[بحاجة لمصدر]

## روابط خارجية
- رشيد بوعوزان على موقع اتحاد السويد (السويدية)
- رشيد بوعوزان على موقع إي إس بي إن إف سي (الإنجليزية)
- رشيد بوعوزان على موقع قاعدة بيانات كرة القدم.إي يو (الإنجليزية)
- رشيد بوعوزان على موقع Soccerway.com (الإنجليزية)
- رشيد بوعوزان على موقع كووورة
- رشيد بوعوزان على موقع AS.com (الإسبانية)